# 대한민국 형법 제75조
대한민국 형법 제75조는 가석방의 취소에 대한 형법총칙의 조문이다.

## 조문
제75조(가석방의 취소) 가석방의 처분을 받은 자가 감시에 관한 규칙을 위배하거나, 보호관찰의 준수사항을 위반하고 그 정도가 무거운 때에는 가석방처분을 취소할 수 있다.
[전문개정 1995.12.29.]

第75條(假釋放의 取消) 假釋放의 처분을 받은 者가 監視에 관한 規則을 違背하거나, 保護觀察의 준수사항을 위반하고 그 정도가 무거운 때에는 假釋放處分을 取消할 수 있다.
[全文改正 1995.12.29.]

## 참고 문헌
- 신이철, 형법총론, 경찰승진연구회, 2005. ISBN 9788988777886
- 조현욱, 형법총론강의, 진원사, 2008 ISBN 9788990904621
- 손동권, 형법총론, 栗谷出版社, 2011. ISBN 9788991830936